# ماهادي معاليم
ماهادي معاليم (بالإنجليزية: Mahadhi Juma Maalim) هو سياسي تنزاني من حزب تشاما تشا مابندوذي، وعضو برلمان عن دائرة مويوني من نوفمبر 2010 حتى أكتوبر 2015. شغل منصب نائب وزير الشؤون الخارجية والتعاون الدولي التنزاني. كما عمل سفيرًا لجمهورية تنزانيا المتحدة لدى دولة الكويت، وهو حاليًا سفير لجمهورية تنزانيا المتحدة لدى دولة قطر.

## التكريمات والجوائز

### الدرجات الفخرية
- جامعة دار السلام، نوفمبر 2013